# Gylfaginning

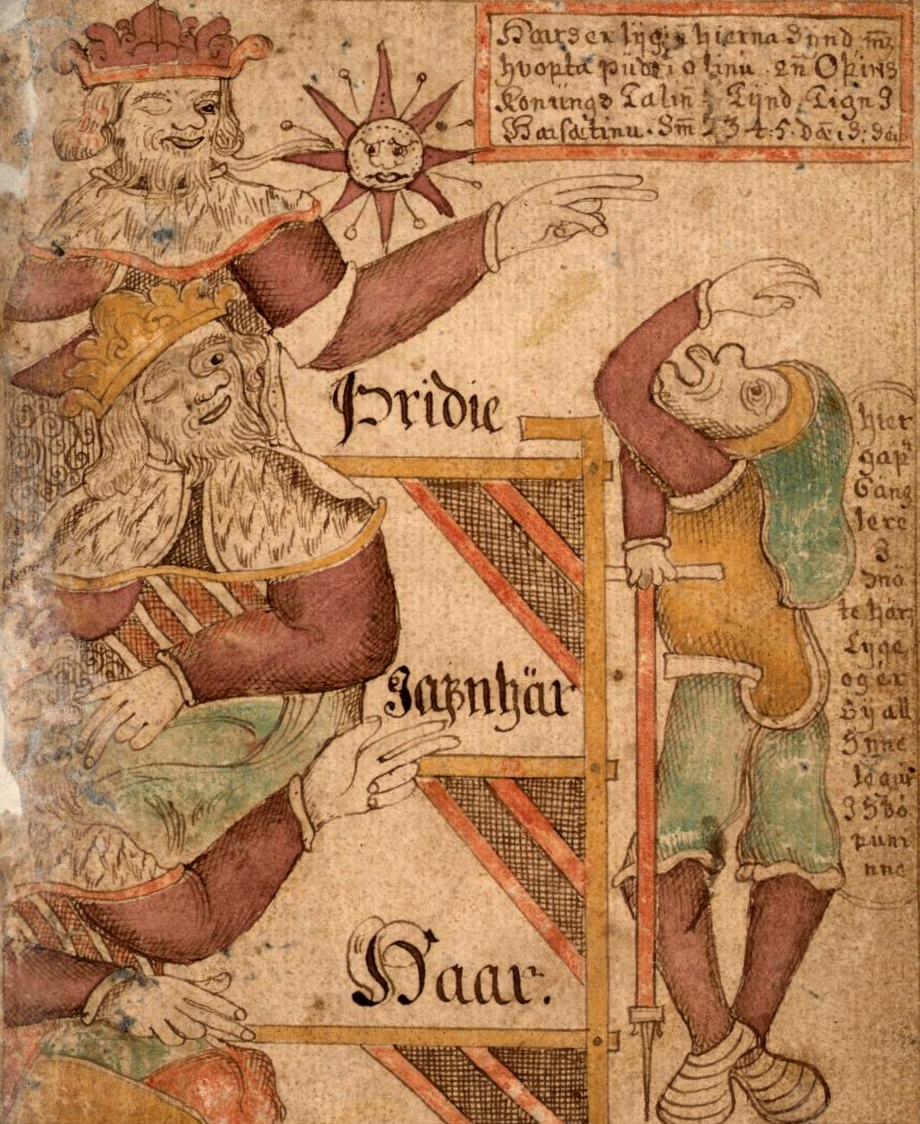
Gylfi mentre parla con i tre presunti re degli Æsir.

Il Gylfaginning (L'Inganno di Gylfi), è la prima parte dell'Edda in prosa di Snorri Sturluson. 

## Descrizione
Il Gylfaginning è una narrazione completa ed organica dei miti norreni, e in particolare tratta della creazione e della distruzione del mondo da parte degli dei e molti altri aspetti della mitologia norrena. La seconda parte dell'Edda è chiamata Skáldskaparmál (Arte poetica) e la terza Háttatal (Trattato di metrica).
Questa sezione dell'Edda si svolge in forma dialogica. Gylfi interroga tre uomini i cui nomi sono Hár (Alto), Jafnhár (Altrettanto Alto) e Þriði (Terzo). In realtà essi sono soltanto la triplice forma sotto cui si cela Odino. Lo stesso Gylfi nasconde la propria identità, o almeno cerca di nasconderla, e si presenta a loro come Gangleri (Viandante). Come nel resto dell'opera, il racconto è inframmezzato da citazioni di scaldi e versi presi anche dall'Edda poetica.
Il Gylfaginning inizia con la presentazione di Gylfi, chiamato re di Svezia, e con la leggenda secondo la quale il lago Mälaren (o più probabilmente la Selandia) nacque per opera della dea Gefjun che, scavando troppo in profondità con un aratro donatole da Gylfi stesso, spaccò la terra e permise all'acqua di penetrare. Viene inoltre detto che Gylfi era un re esperto di magia e che voleva conoscere il potere degli Æsir, perciò si mise alla loro ricerca. Tuttavia gli Æsir, nella loro onniscienza, sapevano di questo viaggio e della sua intenzione di ingannarli e a loro volta prepararono un inganno, facendogli credere di parlare con tre divinità differenti e non con lo stesso Odino.